# Rubus mexicanus
Rubus mexicanus är en rosväxtart som beskrevs av Carl Ernst Otto Kuntze. Rubus mexicanus ingår i släktet rubusar, och familjen rosväxter. Inga underarter finns listade i Catalogue of Life.